# Kenneth Jørgensen
 Der er flere personer med dette navn, se Kenneth Jørgensen (håndboldspiller).
 Der er for få eller ingen kildehenvisninger i denne artikel, hvilket er et problem. Du kan hjælpe ved at angive troværdige kilder til de påstande, som fremføres i artiklen.

Kenneth Bo Jørgensen (født 7. november 1976) er en tidligere dansk professionel fodboldspiller, hvor hans position på banen er som målmand. Hans tidligere klub er 1. divisionsklubben Boldklubben Fremad Amager, som han skrev kontrakt med i sommeren 2006. Kenneth Jørgensen har været i Fremad Amager i to omgange og således ligger hans debut for klubbens førstehold tilbage til den 24. maj 1998 mod Herning Fremad. Han har tillige spillet for den sjællandske klub F.C. Vestsjælland.
Kenneth Jørgensen startede oprindeligt med at spille fodbold som 5-årig i Frederiksberg Boldklub. I et interview med Fremad Amagers kampprogram fortalte han, at han faktisk startede i marken, men som den eneste blandt de unge, som ikke var bange for bolden, blev han placeret som målmand. Han opnåede sidenhen at spille 3 ungdomskampe (0 mål) i 1992 for U-17 landsholdet som repræsentant for Kjøbenhavns Boldklub.
I FC København var Kenneth Jørgensen andenmålmand og blev i sommerpausen 1998 formentlig udlejet til Fremad Amager. Efterfølgende skiftede Kenneth Jørgensen til Hvidovre IF og debuterede for klubben den 15. oktober 2000 hjemme mod netop Fremad Amager. Før starten på 2001/2002 sæsonen forlod Kenneth Jørgensen Hvidovre IF til fordel for Boldklubben Skjold. I april måned 2005 lejede Køge Boldklub i første omgang Kenneth Jørgensen i Boldklubben Skjold for resten af forårssæsonen – frem til 30. juni 2005. Dermed udløb kontakten med den spiller, som var den første kontraktspiller i Boldklubben Skjolds hidtidige 90-årige historie. Sidenhen tilspillede han sig en kontrakt hos hans nye klub. I sommeren 2006 vendte Kenneth Jørgensen tilbage til Fremad Amager.

## Spillerkarriere
- 1982-19??: Frederiksberg Boldklub
- 19??-199?: Kjøbenhavns Boldklub
- 199?-199?: Frederiksberg Boldklub
- 199?-1998: FC København, 0 kampe og 0 mål, Superligaen
- 1998-1999: Boldklubben Fremad Amager, 8 kampe og 0 mål, 1. division
- 2000-2001: Hvidovre IF, 4 kampe og 0 mål, 1. division
- 2001-2005: Boldklubben Skjold, 1. division og 2. division
- 2005-2006: Køge Boldklub, 22 kampe og 0 mål, 1. division
- 2006-: Boldklubben Fremad Amager, 16 kampe og 0 mål, 1. division [2]